# Joakim Larsson
Joakim Larsson (* 7. Januar 1984 in Herrestad, Gemeinde Vadstena, Schweden) ist ein schwedischer Handballspieler. Er ist 1,96 m groß. 

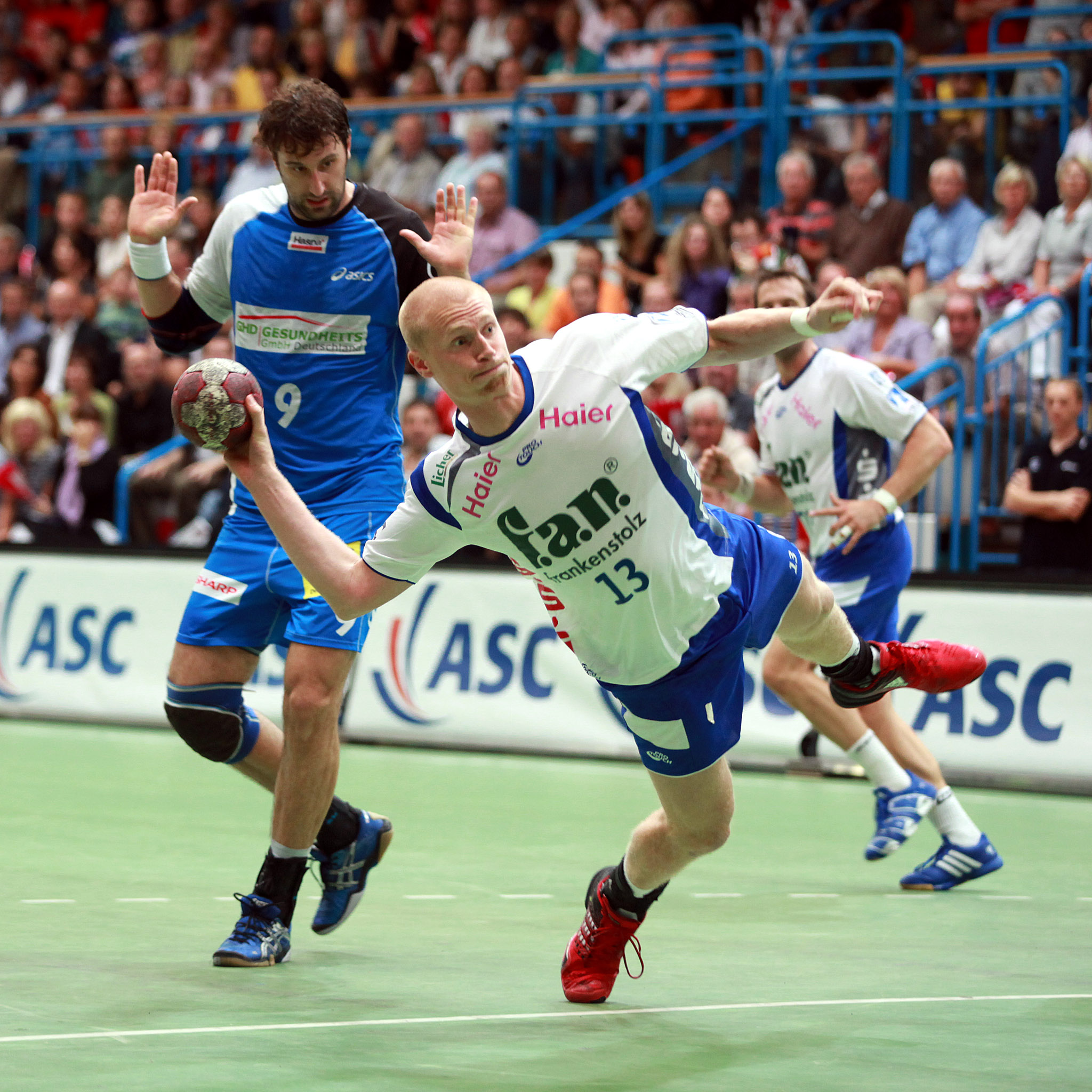
Joakim Larsson in einem Bundesligaspiel

Joakim Larsson begann im auf der anderen Seite des Vättern gelegenen Skövde mit dem Handballspiel. Vom HP Skövde 90 gelangte er über den HK Country zum IFK Skövde HK, für den er auch in der schwedischen Eliteserie debütierte. Dort gewann er 2004 den EHF Challenge Cup. 2005 und 2007 stand er im Finale der schwedischen Meisterschaft, verlor jedoch jeweils gegen den IK Sävehof und die Hammarby IF. Im Sommer 2008 wechselte Kreisläufer zum TV Großwallstadt in die deutsche Handball-Bundesliga. Nachdem Großwallstadt am Ende der Saison 2012/13 aus der Bundesliga abgestiegen war, wurde Larssons nur für die erste Liga gültiger Vertrag nicht verlängert. Daraufhin unterschrieb er einen Einjahresvertrag mit Option auf Verlängerung beim VfL Gummersbach. Von 2015 bis 2017 spielte Larsson bei GWD Minden. Anschließend schloss er sich dem schwedischen Verein IK Sävehof an. Mit Sävehof gewann er 2019 die schwedische Meisterschaft. Anschließend beendete er seine Karriere. Im 18. Oktober 2019 gibt Larsen sein Comeback für IFK Skövde HK. Im Sommer 2020 unterschrieb er einen Vertrag beim norwegischen Verein Kristiansand Topphåndball.